# Goede Vrijdag (televisieprogramma)
Goeie Vrijdag was een vrijdagavond-televisieprogramma met Sofie Van Moll en Roos Van Acker op de Vlaamse televisiezender Eén. Het was de eerste opdracht van Van Acker op Eén sinds jaren.
De opnamen van het programma vonden plaats in het Amerikaans Theater te Brussel.

## Concept
Sofie Van Mol en Roos Van Acker proberen de 'weekendwensen' van de mensen te vervullen. In die zin is het programma schatplichtig aan De Droomfabriek of Debby & Nancy's happy hour. De klemtoon ligt op wensen die realiseerbaar zijn in een weekend en het weekend van de kandidaten onvergetelijk maken.